# 橋爪駿輝
橋爪 駿輝（はしづめ しゅんき、1991年 - ）は、日本の小説家、テレビプロデューサー、脚本家、監督。

## 経歴
熊本県生まれ。横浜国立大学を卒業の後、フジテレビに入社。編成制作局制作センター第一制作室に所属し、2021年に退社した。
高校時代より執筆活動をしており、偶然行ったスナックで編集者と会ったことで、2017年に『スクロール』（講談社）で小説家としてデビューする。翌2018年には発表した第2作『楽しかったよね』（講談社）は収録の1篇「ファン」が松本花奈監督、本田翼主演により映像化された。
2022年9月よりAmazon Prime Videoで配信が開始されたオリジナルドラマ『モアザンワーズ / More Than Words』にて初の監督を務める。
2023年2月に小説デビュー作『スクロール』（講談社）が清水康彦監督、北村匠海と中川大志のW主演で実写映画として公開された。

## 作品リスト

### 単行本
- 『スクロール』（講談社、2017年10月。ISBN 978-4-06-220795-9）
- 『楽しかったよね』（講談社、2018年6月。ISBN 978-4-06-221016-4[5]）
- 『この痛みに名前をつけてよ』（講談社、2022年11月。ISBN 978-4-06-528597-8）
- 『愛しみに溺レル』（扶桑社、2023年12月。ISBN 978-4-59-409643-4）

### 文庫本
- 『さよならですべて歌える』（集英社文庫、2022年11月。ISBN 978-4-08-744458-2）
- 『スクロール』（講談社文庫、2022年12月。ISBN 978-4-06-530203-3）

### 電子書籍
- 『それでも、ハッピーエンド』（ソニー・ミュージックエンタテインメント、2020年5月）

### アンソロジー収録作品
「」内が橋爪の作品
- 『夜に駆ける YOASOBI小説集』「それでも、ハッピーエンド」
単行本：双葉社、2020年9月。ISBN 978-4-575-24321-5
文庫本：双葉文庫、2021年9月。ISBN 978-4-575-52504-5

### 寄稿
小説作品
- 「テ子」『小説すばる』（2018年9月号 集英社） 掲載
- 「好みの問題」 『小野莉奈ファーストPHOTO BOOK「好みの問題」』（2019年3月29日、ブリッジ、ISBN 978-4-908848-19-3）収録[10][11]
- 「さよならですべて歌える」 『yom yom』（2019年8月号 新潮社 - 2019年12月号 新潮社）連載

その他作品
- 「Oh! マイアイドル」 『小説すばる』（2018年2月号 集英社）掲載
- 「嫌い嫌いも好きのうち」『小説現代』（2018年7月号 講談社）掲載
- 「午前一時のノスタルジア」『yom yom』（2019年2月号 新潮社）掲載
- 「僕たちの音楽の答えは小説の中にある」［特別対談］（YOASOBIとの対談）『yom yom』（2020年8月号 新潮社）掲載
- 「長く続けるために、好きなことをやる」［特別対談］（ハマ・オカモトとの対談）『yom yom』（2020年10月号 新潮社）掲載
- 「はじめてのひ」『新潮』（2021年6月号 新潮社）掲載

### テレビドラマ
- 『平成物語』（フジテレビ）
  - 『平成物語 平成が終わる。僕たちは何者になれたのだろう。』（2018年3月） - 企画・プロデュース[1]
  - 『平成物語 なんでもないけれど、かけがえのない瞬間』（2019年3月） - 企画[4]
- 『ペンション・恋は桃色』（2020年1月 - 2月、フジテレビ） - 企画[3]
- 『イチケイのカラス』（2021年4月 - 6月、フジテレビ） - プロデュース[2]
- 『彼女と彼氏の明るい未来』（2024年1月 - 2月、MBS） - 監督・脚本

### テレビアニメ
- ドラゴンボール超（2018年、フジテレビ） - プロデューサー[12]

### 配信ドラマ
- 『モアザンワーズ / More Than Words』（2022年9月、Amazon Prime Video） - 監督[2]

### ミュージックビデオ
- iri『染』（2022年9月） - 監督[13]